# 荘敖
堵敖（とごう）は、春秋時代の楚の王。杜敖（とごう）あるいは荘敖（そうごう）とも書かれる。姓は羋、氏は熊。諱は囏。

## 生涯
文王と息嬀のあいだの子として生まれた。文王15年（紀元前675年）、文王が薨去すると、後を嗣いで楚王となった。
荘敖5年（紀元前672年）、堵敖は弟の熊惲を殺そうとしたが失敗して、熊惲は随に亡命した。熊惲は随の国人の助けを借りて、堵敖を襲撃し、堵敖は殺害された。